# The Twins' Tea Party
The Twins' Tea Party è un cortometraggio muto del 1896 diretto da Robert W. Paul.
Brevi filmati che ritraevano bambini furono da subito molto popolari. Questo si distingue per aver ripreso per la prima volta una coppia di gemelli, due piccole bambine la cui identità resta sconosciuta, colte in una scenetta di vita quotidiana.
Il filmato fu una delle maggiori attrazioni presentate da Robert W. Paul all'Alhambra Theatre di Londra nell'agosto 1896.

## Trama
Due gemelline siedono fianco a fianco sul seggiolone davanti ad una tavola apparecchiata per loro. Si litigano un pezzo di torta e una di loro nella foga dà una sberla alla sorellina, onde poi abbracciarla e baciarla teneramente quando la vede piangere.

## Produzione
Il film fu prodotto da Robert W. Paul per la Paul's Animatograph Works.

## Distribuzione
Il film fu distribuito nel 1896 nel Regno Unito dalla Paul's Animatograph Works e negli Stati Uniti dall'Edison Manufacturing Company..